# Gómez (Venezuela)
Gómez è un comune del Venezuela situato nello Stato di Nueva Esparta.
Il capoluogo del comune è la città di Santa Ana.